# Althaea arborea
Althaea arborea là một loài thực vật có hoa trong họ Cẩm quỳ. Loài này được (L.) Kuntze mô tả khoa học đầu tiên năm 1891.